# Dirección Nacional de Vialidad
La Dirección Nacional de Vialidad (DNV), comúnmente llamada Vialidad Nacional, fue un organismo del Estado Nacional, en la órbita del Poder Ejecutivo Nacional de la Argentina. Su misión fue la de proyectar, construir, conservar, mantener, mejorar y ampliar la red troncal nacional de caminos, que es una parte de la red vial argentina. En el caso de ejecutar ampliaciones, la DNV tenía facultades para declarar de utilidad pública los terrenos correspondientes al camino, lo que posibilitaba el inicio de juicios de expropiación. En 2006 contaba con 2802 empleados, y al momento de su disolución, en 2025, la planta había aumentado a 5184, de los cuales el 67 % cumplía funciones administrativas y el 33 % funciones operativas.
El organismo fue disuelto en un boletín oficial publicado el 8 de julio de 2025.  El 17 de julio de 2025, el juzgado de San Martín dio lugar a una cautelar presentada por el gremio Sevina y suspendió el decreto que disuelve Vialidad.

## Historia

### Sanción de la Ley Nacional de Vialidad (Ley 11.658)
En 1932 se creó la Dirección Nacional de Vialidad (DNV) como una entidad autárquica del Estado Nacional, transformando la antigua dependencia del Ministerio de Obras Públicas (MOP). Para la década de 1930,  La Ley Nacional de Vialidad fue una respuesta a las demandas de diversos sectores sociales que reclamaban un sistema troncal de caminos nacionales de bajo costo. En 1931, el país contaba con solo 2.000 km de carreteras de tránsito permanente.

### Antecedentes a la Ley Nacional de Vialidad
En 1922 se celebró en Argentina el Primer Congreso Nacional de Vialidad, seguido por el Primer Congreso Panamericano de Carreteras en 1925. Durante la presidencia de Marcelo T. de Alvear, el ministro de Obras Públicas, Roberto M. Ortiz, presentó al Congreso un proyecto de ley vial, aunque nunca fue discutido. En 1927, el Poder Ejecutivo reintrodujo el proyecto, pero sin éxito. Entre 1928 y 1932, numerosos proyectos y mociones impulsaron el tratamiento de la cuestión vial en el Congreso, contando con el apoyo de legisladores provinciales y organizaciones civiles como el Touring Club Argentino (TCA). Asesores técnicos, como los ingenieros Roberto Kurtz y Lucas A. Barrionuevo, colaboraron con diputados para fundamentar los proyectos, destacando la importancia de los conocimientos técnicos para legitimar las propuestas.[cita requerida]
Durante estos debates, se analizaron experiencias viales internacionales, especialmente de Estados Unidos, Italia y Alemania. La vialidad estadounidense se consideraba un modelo a seguir por su capacidad para desarrollar caminos adaptados a los automóviles, acortando distancias entre ciudades y mejorando la circulación. En términos de organización, la propuesta italiana destacó por su autonomía institucional, garantizando la continuidad de las obras más allá de los cambios políticos. Además, se consideró la experiencia de Canadá en cuanto a la financiación de carreteras mediante impuestos a la gasolina y la expropiación de terrenos para valorizar las zonas cercanas a las nuevas vías.
Finalmente, la expansión del automotor y la necesidad de infraestructuras adecuadas impulsaron la sanción de la Ley Nacional de Vialidad en 1932. Esta ley transformó la Dirección General de Vialidad, creada por decreto bajo el gobierno de facto del General Uriburu, en la Dirección Nacional de Vialidad (DNV).
El primer director de vialidad Nacional fue Juan Pistarini, quien fue responsable de una gran cantidad de proyectos viales y de infraestructura. Entre sus obras más destacadas se encuentran la construcción de miles de kilómetros de rutas, el cambio de sentido de circulación vehicular a la derecha, y la construcción del Aeropuerto Internacional de Ezeiza y la autopista que lo conecta con la ciudad de Buenos Aires. Pistarini aglutinó a representantes regionales y sectoriales, involucrando a actores de los sectores de transporte y comunicaciones en su dirección. El Estado se centró en la construcción, conservación y mejoramiento de caminos, desarrollando un sistema vial nacional que conectara las capitales de provincia, centros de producción, puertos y estaciones de ferrocarril. Fue responsable de implementar el cambio al sistema de circulación por la derecha, que se implementó el 6 de junio de 1945

### Década del 70
El 24 de julio de 1979, durante el gobierno del Proceso de Reorganización Nacional las carreteras fueron objeto de transferencia a las provincias, por lo que la Dirección Nacional de Vialidad perdió varias de sus funciones. En la década de los años treinta fue creada la
Dirección Nacional de Vialidad que desde ese momento se transformaría en
la encargada de proyectar, construir y conservar la red vial; y el Fondo Nacional de Vialidad, de
suma importancia fundamentalmente en lo relativo al financiamiento de la construcción de nuevas
obras. Hacia los mediados de los años 40 se fue creando un sistema troncal de caminos nacionales, totalmente pavimentados, sistematizándose a nivel federal el sistema de rutas y autopistas.
Hacia principios de los años ochenta los déficits fiscales
registrados por el Estado Nacional, particularmente en la segunda mitad de los
años ochenta, derivaron en que una porción considerable de los recursos que tradicionalmente se
orientaba a la infraestructura del sistema vial, fuera desviada hacia otros ámbitos. Esta situación de creciente desatención tuvo su máxima entre 1985-1990, lo que derivó en la agudización del estado crítico de las rutas nacionales- En el año 1989 apenas un tercio de la red de rutas nacionales pavimentadas se encontraba en estado transitable. En 1988 durante el gobierno del radical Raúl Alfonsín comienza las primeras concesiones viales a grupos privados, a través del ministro Rodolfo Terragno, en una reunión privada se acordó que la mitad de los kilómetros se adjudicara entre los mayores contratistas, 22 por ciento al grupo Roggio, 17 por ciento Grupo Macri y 11 por ciento Techint). Se resolvió la licitación de 9800 km de rutas nacionales, que representaban el 25 % del total por extensión, pero significaban el 50 % del tránsito y 66 % de la recaudación posible, las condiciones leoninas poseen los contratos firmados por el Estado fueron obtenidas mediante soborno”.
En 1990 se eliminaron los fondos específicos para los caminos, con lo que la Dirección Nacional de Vialidad comenzó a recibir fondos directamente a partir de asignaciones indicadas en el Presupuesto General de la Nación. Ese año además el Congreso Nacional dicta las leyes de reforma del Estado, con lo que las rutas con mayor circulación vehicular debían pasar a concesionarios privados. Las concesiones viales tuvieron problemas de diseño del marco normativo o regulatorio, las concesiones viales de los corredores viales se vieron sujetas a una casi sistemática situación de incumplimiento o renegociación de determinadas cláusulas contractuales por parte de las empresas. con la llegada del menemismo al poder, el Grupo Mari amplió sus negocios a través de algunas de las privatizaciones consideradas escandalosas. En 1990, Servicios Viales S.A. se adjudicó la concesión de los peajes de 1080,51 kilómetros de rutas nacionales. Incluyéndose una denuncia de la Oficina Anticorrupción contra Fernando De la Rúa y varios de sus ministros por fraude a la administración pública, malversación de caudales públicos y negociaciones incompatibles con la función pública, a raíz de dos decretos que favorecieron a los concesionarios de las principales rutas nacionales. Entre los denunciados figura el subsecretario de Obras Públicas, Edgardo Gastón Plá, que había trabajado en Sideco Americana de Chile, dos firmas que forman parte del conglomerado empresario de los Mari.
En febrero de 1991 aumentó casi el 70 %, el costo de los peajes a punto tal, la tarifa básica para un
automóvil se ubicaba, en promedio entre las más altas del mundo, en torno a u$s 2,50/ 50 km La concesión de la red viaria quedó en manos de un oligopolio de empresas, entre ellas Autopistas Ezeiza-Cañuelas S.A., Coviares S.A. Grupo Concesionario del Oeste S.A. y Autopistas del Sol S.A, entre ellos varios gerentes de esta última que serían investigados por sobornos.
Desde fines de 1999, se dio un paulatino y creciente cambio en los propios criterios y en la regulación tarifaria de las mismas. A partir del año 2000 se dará una proliferación de
subsidios públicos hacia corredores viales privados/consesionados, junto con la condonación de múltiples incumplimientos empresarios, entre ellas inversiones comprometidas contractualmente que no fueron efectivizadas la extensión de los plazos de las concesiones, la transferencia al estado de costos de las obras; asegurando elevadas tasas de rentabilidad.
El Decreto 802 del 15 de junio de 2001 creaba una empresa estatal llamada ENAVIAL, liquidando la Dirección Nacional de Vialidad. Luego de la intervención del Congreso Nacional, en agosto del mismo año se revirtió la medida.
Mediante el Decreto Nacional 1020 del año 2009, el Órgano de Control de las Concesiones Viales (OCCOVI) pasó a depender de la Dirección Nacional de Vialidad. Este organismo tenía facultades para supervisar el cumplimiento de los contratos de concesión de casi 10 000 km de caminos nacionales de alta densidad de tráfico.[cita requerida]
Durante la administración del presidente Néstor Kirchner se lanzó un Plan vial Nacional, que desde el 2003 a la fecha el Gobierno Nacional realizó una fuerte inversión en obras de infraestructura que ha permitido construir 1300 km de nuevas carreteras, pavimentar 4100 km de rutas nacionales y cubrir con obras de mantenimiento la totalidad de la red vial nacional. Además, se llevó la cobertura de obras de mantenimiento a la totalidad de la red vial pavimentada, cuando en el 2003 solo se alcanzaba a cubrir el 50 % de la misma. Gracias a estas inversiones desde 2003 al año 2014 produjo un crecimiento del 130 % de la red vial argentina. En 2016 la dirección decretó un aumento de hasta el 50% en todos los peajes de rutas y autopistas nacionales.

## Gestión
Las rutas nacionales argentinas tienen diferentes modos de gestión dependiendo principalmente del tránsito sobre ellas.

### Concesión por peaje
Las rutas más transitadas se subdividieron en tres grupos: Corredores Viales cuya longitud es de 8877 km, la Red de Acceso a Buenos Aires con una longitud de 236 km y la Red de Acceso a Córdoba cuya longitud es de 270 km, totalizando 9383 km.
Según el Decreto Nacional 2039/90 la duración de las concesiones era de 12 años, a partir de 1990. Luego de una renegociación el Poder Ejecutivo Nacional firmó el Decreto 1817/92 que lo extendió a 13, con vencimiento el 31 de octubre de 2003. La concesión del Corredor Vial número 18 (tramo Zárate a Paso de los Libres de las rutas nacionales 12 y 14) fue extendido a 28 años (venciendo el 31 de octubre de 2028), mientras que el Corredor Vial número 29 (tramo Cipolletti a Neuquén de la Ruta Nacional 22) fue adjudicado en 1995 por un plazo de 18 años (venciendo el 30 de abril de 2013).
Los 17 corredores viales fueron adjudicados a 12 empresas de capital nacional que instalaron 49 cabinas de peaje.
Con lo recaudado los concesionarios deben conservar, remodelar, realizar ampliaciones pedidas por la DNV, mejorar, explotar y administrar los tramos de rutas incluyendo la señalización, además de ofrecer servicios a los usuarios.

### Concesión con financiamiento privado
Esta modalidad fue implantada a partir de 1995 y consiste en contratos por 10 años pagados por la Dirección Nacional de Vialidad, es decir, sin peaje. Las rutas deben cumplir una serie de mejoras en el tercer año de contrato.
Existen dos corredores con este sistema: el tramo Resistencia al límite con Paraguay de la Ruta Nacional 11 y el tramo Bahía Blanca al empalme con la Ruta Nacional 5 de la Ruta Nacional 33.

### Contratos de recuperación y mantenimiento (CReMa)
Estos contratos se realizan por cinco años, en los que la empresa que gana la licitación tiene un plazo de un año para mejorar la transitabilidad (ésta es la etapa de recuperación), mientras que en los cuatro años siguientes debe realizar las obras necesarias para mantener la ruta en el mismo estado que estaba al final del primer año (etapa de mantenimiento).
En 1997 y 1998 se licitó la primera etapa que consiste en 11.813 km de rutas divididas en 61 mallas. En 2004 se licitaron 36 mallas por una longitud de 5424 km, en el 2005 se licitaron 6 mallas y durante 2006 se prevé licitar otras 36 por una longitud total de 5500 km.

### Sistema modular
Este método de gestión reemplaza al viejo sistema de km/mes y entró en operación en el año 2005. En este sistema se prevé no solo el mantenimiento como en el viejo esquema sino también el mejoramiento del tramo concesionado. Los contratos duran 24 meses.
El Sistema Modular está en vigencia y se viene aplicando desde el año 1979. Ha sido creado para contribuir a la solución de los problemas que se presentaban para la realización de la conservación de rutina mediante contratación con empresas privadas, habida cuenta de las dificultades que generaba la previsión de cantidades fijas para los ítems, en los proyectos de las obras, para la aplicación de la Ley 13 064 cuando las cantidades de obra ejecutadas en cada ítem variaban en porcentajes superiores al 20 % con relación a las consignadas en el contrato, que da derecho, a cualesquiera de las partes a reclamar la fijación de nuevos precios para los ítems afectados.

### Transferencia de funciones operativas
Consiste en que la Dirección Provincial de Vialidad de la provincia en la que se encuentre la ruta ejecute las obras de mantenimiento. Como el ente provincial actúa como un contratista de la DNV, ésta le debe pagar por los servicios realizados.

### Mantenimiento por administración
Con esta modalidad los tramos atendidos con este esquema se licitan para que sean atendidos por los contratos de recuperación y mantenimiento (C.Re.Ma.)

### Participación Público Privado
En el marco del Plan Vial Federal se proyectó construir más de 7500 km de rutas. Proyecto PPP

## Controversias

### Causas judiciales -  Vialidad
El organismo se involucró en una causa judicial iniciada en 2016 por desvío sistemático de fondos públicos, en el marco de direccionamientos fraudulentos de obra pública vial en la provincia de Santa Cruz, en favor de las constructoras del contratista y cercano de los Kirchner Lázaro Báez. El holding estaba conformado por Austral Construcciones (como empresa matriz), Del Curto Construcciones, Gotti y Loscalzo, Kank y Costilla, y Sucesión de Adelmo Biancalani, las cuales representaron el 78-80% de las adjudicaciones entre los años 2003 y 2015 durante los mandatos de Kirchner y Cristina Fernández. El juez Julián Ercolini sostuvo que se implementó un esquema de corrupción orquestada desde la cúpula del Poder Ejecutivo, con el objetivo de apoderarse ilegítimamente de fondos públicos asignados a la provincia de Santa Cruz para la obra pública vial, mediante la adjudicación irregular de las mismas en beneficio al empresario Lázaro Báez. En palabras del fiscal Diego Luciani, de las 51 obras licitadas por la Dirección Nacional de Vialidad al grupo Báez en Santa Cruz, 24 están en estado de abandono, quedando su finalización inconclusa, lo que deja al descubierto la falta de capacidad técnica de las compañías. El esquema se basó en diseñar licitaciones amañadas, otorgar adelantos financieros superiores a los previstos por ley, sobreprecios, y prórrogas de ejecución injustificadas. Según denunció el exgerente de Planificación de Vialidad Nacional Eduardo Plasencia, también se ejecutaron pagos por 1000 millones de dólares por obras inexistentes.
En 2016, el juez Julián Ercolini procesó por asociación ilícita y administración fraudulenta agravada a la expresidenta Cristina Kirchner y exfuncionarios de su gobierno; el exministro de Planificación Federal Julio de Vido, al exsecretario de Obras Públicas José Francisco López, al exsubsecretario de Coordinación de Obra Pública Federal Carlos Santiago Kirchner y el extitular de la Dirección Nacional de Vialidad (2003-2015), Nelson Guillermo Periotti. Por los mismos delitos en grado de partícipe necesario se procesó al empresario Lázaro Báez. Por el delito de administración fraudulenta agravada, en grado de partícipes necesarios, se procesó también a los exfuncionarios de Vialidad Nacional, Raúl Osvaldo Daruich, Héctor René Jesús Garro, Raúl Gilberto Pavesi, Mauricio Collareda José Raúl Santibáñez, y Juan Carlos Villafañe.
En 2024 y 2025, la Corte Suprema de Justicia rechazó los recursos de defensa de los acusados y ratificó la sentencia, dejando la condena firme.

## Disolución
El 7 de julio de 2025 el gobierno de Javier Milei decretó el cierre de la Dirección Nacional de Vialidad. El vocero presidencial, Manuel Adorni, anunció la medida en una conferencia de prensa, la presentó como “el acta de defunción de la corrupción en la obra pública” y detalló que sería publicada en el Boletín Oficial del día siguiente. La medida se justificó por el ahorro que generaría, declarándose en un comunicado oficial que “el organismo presenta una dotación elevada y una configuración jerárquica extensiva que dificultan la toma de decisiones y restan agilidad a la ejecución de proyectos, lo que redunda en altos costos operativos para el Estado Nacional” y que “la disolución de este organismo generará un ahorro anual estimado para el Estado Nacional de 100 millones de dólares, optimizando el mantenimiento de las rutas con una mayor participación del sector privado”. Tras el anuncio en Casa Rosada, el 8 de julio se confirmó la medida a través del Decreto 461/2025 publicado ese mismo día en el Boletín Oficial.

### Consecuencias del cierre
Junto con el cierre de Vialidad, también se modificó la Comisión Nacional de Regulación del Transporte que pasó a llamarse Agencia de Control de Concesiones y Servicios Públicos de Transporte. "Se focalizará en la verificación del cumplimiento normativo y contractual, y en la investigación de los accidentes ferroviarios", informó el gobierno. En tanto que el resto de las funciones de la CNRT serán absorbidas por la Subsecretaría de Transporte Automotor de la Secretaría de Transporte del Ministerio de Economía. Ésta será la autoridad de aplicación en lo que refiere a normas, actos administrativos relacionados a la fiscalización de concesiones viales. 
Hasta que entre en funciones el nuevo organismo se paralizará el diseño, construcción, conservación y planificación de los 40.000 kilómetros de las 118 rutas nacionales, anunciando el vocero presidencial que una vez que entre en funciones el mismo, se dará apertura a la licitación de 9120 kilómetros de rutas. Según Adorni, el objetivo es atraer inversiones privadas "que durante décadas fueron degradadas por el despilfarro y la ineficiencia del Estado".
La secretaria general del Sindicato Trabajadores Viales y Afines (STVyARA), Graciela Aleñá, hizo responsables al presidente de la Nación, Javier Milei y al ministro de Desregulación y Transformación del Estado, Federico Sturzenegger, del impacto de la medida anunciada. Y que generará "rutas nacionales de la muerte" sumado a la pérdida de 5500 puestos de trabajo.
La Cámara Argentina de la Construcción advirtió en un comunicado que la decisión del gobierno "afecta la capacidad del Estado para planificar, licitar y controlar proyectos viales de forma eficiente y transparente".

## Autoridades
| N.º | Administrador general         | Partido | Partido                               | Periodo                                           | Presidente                           |  |
| --- | ----------------------------- | ------- | ------------------------------------- | ------------------------------------------------- | ------------------------------------ |  |
| 1   | Justiniano Allende Posse      |         | Partido Demócrata Nacional            | 9 de octubre de 1932 - 11 de marzo de 1938        | Agustín Pedro Justo                  |  |
| 2   | Salvador Oría                 |         | Unión Cívica Radical Antipersonalista | 11 de marzo de 1938 - 1939                        | Roberto Marcelino Ortiz              |  |
| 3   | Emilio López Frugoni          |         |                                       | 1940 - 1943                                       |                                      |  |
| 4   | Abel F. Cornejo               |         |                                       | 10 de abril de 1944 - 1945                        |                                      |  |
| 5   | Alfredo Baisi                 |         | Independiente                         | 1944 - 1945                                       |                                      |  |
| 6   | Guillermo Streich             |         | Independiente                         | 18 de agosto de 1944 - 1945                       |                                      |  |
| 7   | Oscar Cazalas                 |         | Independiente                         | 1946 - 1947                                       |                                      |  |
| 8   | Carlos José Alonso            |         |                                       | 1948 - 1951                                       |                                      |  |
| 9   | Juan Manuel Taboada           |         |                                       | 1952                                              |                                      |  |
| 10  | Nicanor Alurralde             |         |                                       | 1953 - 1954                                       |                                      |  |
| 11  | Pascual Palazzo               |         | Independiente                         | 1955 - 1956                                       |                                      |  |
| 12  | Justiniano Allende Posse      |         |                                       | 1956 - 1958                                       |                                      |  |
| 13  | Pedro Pétriz                  |         | Independiente                         | 1958 - 1962                                       |                                      |  |
| 14  | Ermindo Belgrande Magno       |         |                                       | 1962 - 1963                                       |                                      |  |
| 15  | Enrique Laiseca               |         |                                       | 22 de octubre de 1963 - 30 de junio de 1966       |                                      |  |
| 16  | Adolfo Druetta                |         | Independiente                         | 30 de junio de 1966 - 12 de julio de 1966         |                                      |  |
| 17  | Jorge Carrizo Rueda           |         |                                       | 12 de julio de 1966 - 1 de septiembre de 1966     |                                      |  |
| 18  | Adolfo Brane                  |         |                                       | 1 de septiembre de 1966 - 9 de junio de 1967      |                                      |  |
| 19  | Victor Mangonnet              |         |                                       | 1967 - 1969                                       |                                      |  |
| 20  | Roberto Aguero                |         |                                       | 1969 - 1973                                       |                                      |  |
| 21  | Julio Perie                   |         |                                       | 25 de julio de 1973 - 13 de agosto de 1973        |                                      |  |
| 22  | Luis Maria Barletta           |         |                                       | 14 de agosto de 1973 - 1 de diciembre de 1973     |                                      |  |
| 23  | Hipólito García Fernández     |         |                                       | 1974 - 1975                                       |                                      |  |
| 24  | Gregorio Esmelian             |         |                                       | 9 de enero de 1975 - 12 de noviembre de 1975      |                                      |  |
| 25  | Rodolfo Franco                |         | Independiente                         | 13 de noviembre de 1975 - 23 de marzo de 1976     |                                      |  |
| 26  | Enrique Carlos Ferro          |         | Independiente                         | febrero de 1976 - julio de 1976                   |                                      |  |
| 27  | Gustavo Roberto Carmona       |         |                                       | 1976 - abril de 1981                              |                                      |  |
| 28  | Enrique B. Desimoni           |         | Independiente                         | abril de 1981 - 1982                              |                                      |  |
| 29  | Julio Cesar Caballero         |         |                                       | 1982 - 1983                                       |                                      |  |
| 30  | José Marcos Adjiman           |         |                                       | 1983 - 1986                                       |                                      |  |
| 31  | Saúl Paulino Martinez         |         |                                       | 1987 - 1988                                       |                                      |  |
| 32  | Cándido A. Loncharich Franich |         |                                       | octubre de 1988 - 8 de julio de 1989              |                                      |  |
| 33  | Mahamad Chain                 |         |                                       | 12 de julio de 1989 - 25 de octubre de 1989       |                                      |  |
| 34  | Elio Vergara                  |         |                                       | 25 de octubre de 1989 - 1991                      |                                      |  |
| 35  | Miguel Anguel Salvia          |         |                                       | 1991 - 1995                                       |                                      |  |
| 36  | Elio A. Vergara               |         |                                       | 1995 - 1997                                       |                                      |  |
| 37  | Guillermo Manuel Cabana       |         |                                       | 1997 - 1998                                       |                                      |  |
| 38  | Marcelo Jorge Campoy          |         |                                       | 1999                                              |                                      |  |
| 39  | Aníbal Rubén Rothamel         |         |                                       | 1999 - 2001                                       |                                      |  |
| 40  | Ricardo Leopoldo Busso        |         |                                       | 2001 - 2002                                       |                                      |  |
| 41  | Nelson Guillermo Periotti     |         | Partido Justicialista                 | 28 de mayo de 2003 - 10 de diciembre de 2015      | Néstor Kirchner y Cristina Fernández |  |
| 42  | Javier Iguacel                |         | Propuesta Republicana                 | 10 de diciembre de 2015 - 16 de junio de 2018     | Mauricio Macri                       |  |
| 43  | Patricia Mabel Gutiérrez      |         |                                       | 16 de junio de 2018 - 10 de diciembre de 2019     | Mauricio Macri                       |  |
| 44  | Gustavo Héctor Arrieta        |         | Partido Justicialista                 | 11 de diciembre de 2019 - 10 de diciembre de 2023 | Alberto Fernández                    |  |
| 45  | Raúl Edgardo Bertola          |         |                                       | 22 de diciembre de 2023 - 11 de julio de 2024     | Javier Milei                         |  |
| 46  | Marcelo Jorge Campoy          |         |                                       | 11 de julio de 2024 - presente                    | Javier Milei                         |  |